# Georges Bergé
Pour l’article ayant un titre homophone, voir Georges Berger.
Pour les articles homonymes, voir Bergé.
Georges Bergé, né le 3 janvier 1909 à Belmont et mort le 15 septembre 1997 à Mimizan, est un militaire français, Compagnon de la Libération.
Ralliant les forces françaises libres dès 1940, il met sur pied une compagnie de parachutistes français avec lesquels il réalise les premières missions clandestines sur le territoire français occupé. Opérant aussi bien pour le Bureau central de renseignements et d'action français que pour le Special Operations Executive britannique, il s'illustre en Méditerranée lors de la destruction de plusieurs aérodromes allemands où il est fait prisonnier à cette occasion. Restant dans l'armée à l'issue de la guerre, il y exerce diverses fonctions de commandement et de représentation.

## Biographie

### Jeunesse et engagement
Georges Bergé naît le 3 janvier 1909 à Belmont dans le Gers d'un père fonctionnaire aux PTT. Après ses études, il effectue son service militaire en 1929 à Mont-de-Marsan dans les rangs du 24e régiment d'infanterie. Ayant suivi les cours d'EOR, il quitte le service comme sous-lieutenant de réserve en 1930. Il s'engage trois années plus tard et intègre l'école d'infanterie de Saint-Maixent-l'École. Sorti lieutenant en 1934, il est détaché à l'Armée de l'air et entre au Groupement parachutiste de l'Air no 601 à Reims. En 1938, à la suite d'ennuis de santé l'empêchant de sauter en parachute, il retourne dans l'infanterie.

### Seconde Guerre mondiale
Georges Bergé est capitaine au 13e régiment d'infanterie lorsque la Seconde Guerre mondiale éclate. Engagé dans la bataille de France, il est blessé par balles le 18 mai 1940 près de Bousies dans le Nord. Hospitalisé à Caen, il est ensuite évacué vers le sud-ouest de la France. Alors qu'il est de passage chez ses parents à Mimizan dans les Landes le 17 juin, il entend à la radio le discours du maréchal Pétain annonçant l'armistice à venir. Refusant la défaite, il embarque le 21 à Saint-Jean-de-Luz en direction de l'Angleterre. Arrivé à destination, il rallie les forces françaises libres et, le 24 juin, rencontre le général de Gaulle et lui propose de créer une unité parachutiste. 
D'abord affecté au dépôt des FFL, puis à l'état-major de l'Air, il est mis, le 15 septembre 1940, à la tête de la 1re compagnie d'infanterie de l'air qui vient d'être créée. Il emmène son unité en stage à Ringway où il obtient son brevet de parachutiste puis suit une formation au sabotage en vue d'une action en France. 
Du 15 mars au 5 avril 1941, sous couvert du SOE, Bergé et quelques-uns de ses hommes réalisent l'Opération Savanna, première mission d'action clandestine sur le territoire français occupé,. Bien que les objectifs initiaux de la mission n'aient pu être remplis, les précieux renseignements ramenés par Bergé concernant le fonctionnement du pays sous le joug allemand permettent aux services de renseignement français de gagner la confiance des services secrets britanniques,. 
De retour en Angleterre, il met en place avec le BCRA une école de formation pour les futurs agents parachutés en France.
Le 25 juillet 1941, Bergé et la 1re CIA sont envoyés à Damas et, de là, sur les rives du canal de Suez où dans un camp d'entraînement britannique ils sont formés par le lieutenant-colonel Robert Blair (dit « Paddy ») Mayne du Special Air Service aux ordres du major Stirling. 
En juin 1942, la 1re CIA est chargée d'attaquer six aérodromes ennemis dont les avions menacent le passage d'un convoi de ravitaillement en direction de Malte,. Georges Bergé et un groupe de quatre hommes se chargent de la base d'Héraklion en Crète. Parvenant à détruire 20 appareils allemands, il est capturé à l'issue de sa mission le 19 juin,. Interné à l'Oflag X-C à Lübeck, il y monte un réseau d'évasion avant d'être transféré au château de Colditz. Il est libéré le 16 avril 1945 grâce à l'avancée de la 3e armée du général Patton.

### Après-guerre
Le conflit terminé, Georges Bergé sert à l'inspection des troupes parachutistes, au cabinet militaire du Gouvernement provisoire de la République française et à l'état-major général de la défense nationale. Il part ensuite pour Rome où il travaille à la représentation militaire à l'ambassade de France. En 1951, il prend le commandement du 14e régiment d'infanterie parachutiste de choc jusqu'en 1953, après quoi il est adjoint du général commandant les troupes aéroportées jusqu'en 1957. Parallèlement, en 1954, il passe un stage de sept mois à l'école de guerre espagnole. De 1957 à 1959, il seconde le général commandant l'ALAT. En pleine guerre d'Algérie, Bergé est envoyé dans la région de Constantine où il commande le secteur de Corneille en 1960. Il est nommé général de brigade l'année suivante pour finalement être placé, à sa demande, en 2e section des officiers généraux en 1962. 
Retiré dans le sud-ouest de la France, il est président d'honneur de l'amicale du SAS. Georges Bergé meurt le 15 septembre 1997 à Mimizan.

## Décorations
|  |  |  |  |  |  |
|  |  |  |  |  |  |
|  |  |  |  |  |  |
|  |  |  |  |  |  |

| Commandeur de la Légion d'Honneur                         | Commandeur de la Légion d'Honneur                         | Compagnon de la Libération                   | Compagnon de la Libération                        | Grand Officier de l'Ordre national du Mérite      | Grand Officier de l'Ordre national du Mérite      |
| Croix de Guerre 1939-1945                                 | Croix de Guerre 1939-1945                                 | Croix de la Valeur militaire                 | Croix de la Valeur militaire                      | Médaille de l'Aéronautique                        | Médaille de l'Aéronautique                        |
| Officier de l'Ordre de l'Empire Britannique (Royaume-Uni) | Officier de l'Ordre de l'Empire Britannique (Royaume-Uni) | Military Cross (Royaume-Uni)                 | Military Cross (Royaume-Uni)                      | Cruz Militar (Espagne)                            | Cruz Militar (Espagne)                            |
| Commandeur de l'Ordre de Georges 1er (Grèce)              | Commandeur de l'Ordre de Georges 1er (Grèce)              | Commandeur de l'Ordre de Georges 1er (Grèce) | Commandeur de l'Ordre du Ouissam Alaouite (Maroc) | Commandeur de l'Ordre du Ouissam Alaouite (Maroc) | Commandeur de l'Ordre du Ouissam Alaouite (Maroc) |

## Publications
- Georges Bergé, « Commandos en Crète », Historia, no 19,‎ 1953 (ISSN 1270-0835).
- Georges Bergé, « Mission Savannah », Historia, no 31,‎ 1954 (ISSN 1270-0835).
- Georges Bergé, « Potentiels », Revue Défense nationale,‎ juillet 1954.
- Georges Bergé, « Le transport aérien d'assaut vertical », Revue des Forces Aériennes, no 114,‎ 1956.
- Georges Bergé, « Une brèche dans le dispositif dissuasif de notre défense », Revue de la défense nouvelle, no 29,‎ janvier 1982.

## Hommages
- Georges Bergé est le parrain de la 38e promotion de l'École militaire interarmes (1998-2000)[9].
- Dans le camp militaire de Coëtquidan, une piste d'aviation a été baptisée en son honneur. Les élèves de la promotion Bergé y ont érigé une stèle[10].
- Il est joué par l'acteur Virgile Bramly dans la série de la BBC, SAS : Rogue Heroes, créée par Steven Knight (sortie en 2022).